# Sclerocactus whipplei subsp. cloverae
Sclerocactus whipplei subsp. cloverae ist eine gefährdete Unterart der Pflanzenart Sclerocactus whipplei in der Familie der Kakteengewächse (Cactaceae). Der Name bezieht sich auf Elzada U. Clover, die 1941 Feldstudien im Colorado River Gebiet durchführte. Englische Trivialnamen sind „Aztec Cactus“ und „Clover´s Cactus“.

## Beschreibung
Sclerocactus whipplei subsp. cloverae wächst einzeln kugelig bis länglich. Er wird 2 bis 25 cm lang und erreicht 2 bis 20 cm im Durchmesser. Die violetten röhrenförmigen Blüten sind 2 bis 4 cm lang und 1,5 bis 3 cm breit. Die Art ist bereits im frühen Jugendstadium blühfähig. Die Blütezeit ist im Mai.

## Verbreitung
Sclerocactus whipplei subsp. cloverae wächst auf dem Colorado-Plateau in den Rocky Mountains Montane Forest im Grenzgebiet von New Mexico und Colorado in begrenztem Areal auf flachen, sandigen oder steinigen Hügeln in Höhenlagen von 1500 bis 2200 Metern und ist dort vergesellschaftet mit Escobaria vivipara subsp. arizonica, Echinocereus triglochidiatus var. gonacanthus, verschiedenen anderen Kakteenarten und Yucca baileyi.

## Systematik
Die Beschreibung als Sclerocactus whipplei subsp. cloverae erfolgte 2007 von Fritz Hochstätter.
Synonyme sind Sclerocactus whipplei var. heilii Castetter, P.Pierce & K.H.Schwer. (1976) Sclerocactus whipplei var. revesii Castetter, P.Pierce & K.H.Schwer. (1976), Sclerocactus cloverae K.D.Heil & J.M.Porter (1994), Sclerocactus cloverae subsp. bracki K.D.Heil & J.M.Porter (1994), Sclerocactus whipplei subsp. heilii (Castetter, P.Pierce & K.H.Schwer.) D.R.Hunt (2005, unkorrekter Name ICBN-Artikel 11.4, 11.6)).

## Bilder
Sclerocactus whipplei subsp. cloverae:

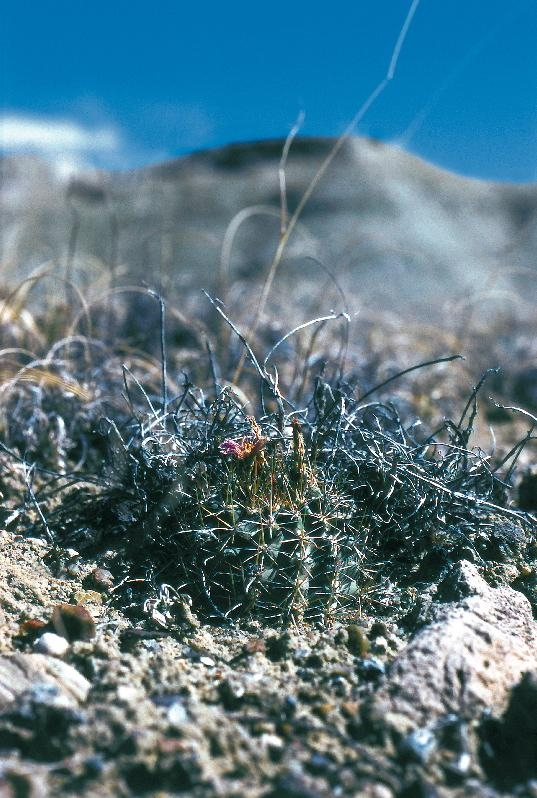
Nach der Blüte in New Mexico.
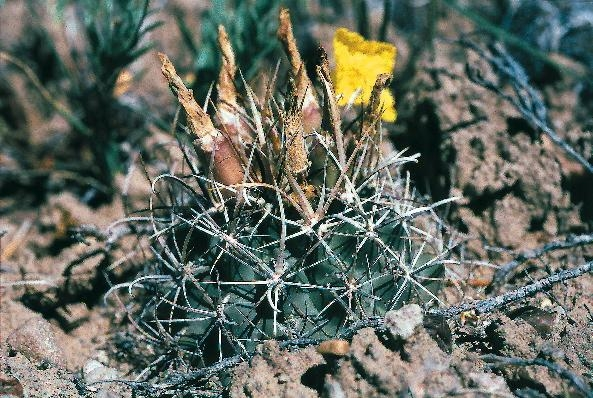
Mit reifen Früchten in New Mexico.
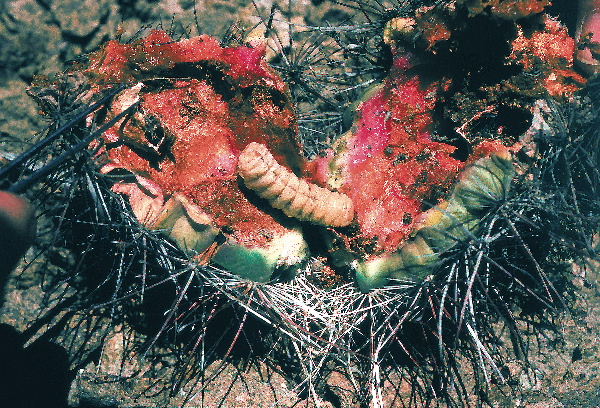
Schaden der Larve in New Mexico.